# Marie Hammer Boda
Marie Hammer Boda (født 27. april 1996) er en dansk skuespiller. Hun studerer skuespil på Den Danske Scenekunstskole (2021-2024). Hun er især kendt for sin rolle i Juleønsket (2015), hvor hun spillede Mie. Derudover har hun bl.a. medvirket i Cold Hawaii (2020), Tordenskjold & Kold (2016) og Straight Forward (2019). I 2021 spillede hun hovedrollen, Anna, i DRs radioadrama serie Eksorcismen på Ærø. Hun lægger også stemme til tegne- og animationsfilm. Hun har bl.a. dubbet på spillefilmene Dronningens corgi (2019), Sølvdragen Flammeskæl (2020) og Netflixserien Hvor er Holger?.

## Filmografi
- Sekunder (2007) - Mathilde
- Anna (2009) - Anna
- Isas Stepz (2011) - Daniella
- 13 (2011) - Emma
- Brainy (2011) - Denice
- Limbo (2012) - Stephanie
- Tabu (2012) - Louise
- Julestjerner (2012) - Natasja
- Kvinden i buret (2013) - Jespers kæreste
- Kødkataloget I & II (2013-2014) - Emma
- Lea (2014) - Lea
- Heartless I & II (2014-2015) - Clara Just
- Sorgenfri (2015) - Sonja
- Juleønsket (2015) - Mie
- Lillemand (2015) - Katrine
- Tordenskjold & Kold (2016) - Benedicte
- Kong Vincent (2017) - Natalija
- Mens vi lever (2017) - Sabine
- Danmarkshistorien (2017) - Dronning Caroline Mathilde
- Mercur (2017) - Grethe Ingemann
- Ingen Siger Farvel Men Alle Forsvinder (2019) - Mynthe
- Straight Forward (2019) - Ida
- Hånd i Hånd (2020) - Lola
- Cold Hawaii (2020) - Simone
- Equinox (2021) - Betty
- Afdeling Q - Den grænseløse (2024) - Alberte Schneider